# 기주봉
기주봉(奇周峰, 1955년 9월 3일 ~ )은 대한민국의 배우이다.

## 학력
- 서라벌중학교 (졸업)
- 서라벌고등학교 (졸업)
- 서라벌예술대학 연극영화과 (학사)

## 연기 활동

### 영화
- 《우리의 하루》 (2023년) - 홍의주 역
- 《길복순》 (2023년) - 기 대표 역
- 《갓길로 달리는 코뿔소》 (2022년) - 이규연 역
- 《감동주의보》 (2022년) - 전재선 역
- 《소설가의 영화》 (2022년) - 만수 역
- 《개를 데리고 다니는 여자》 (2021년, 단편) - 모일 역
- 《소설가 구보의 하루》 (2021년) - 서 대표 역
- 《보이스》 (2021년) - 조 회장 역 (특별출연)
- 《인트로덕션》  (2021년) - 나이 든 남자배우 역
- 《정말 먼 곳》 (2021년) - 중만 역
- 《오늘, 우리 2》 (2021년) - 종환 역
- 《69세》 (2020년) - 남동인 역
- 《강변호텔》 (2019년) - 영환 역
- 《풀잎들》 (2018년) - 창수 역
- 《공작》 (2018년) - 김정일 역
- 《행복의 나라》 (2018년) - 인식 역
- 《천사의 시간》 (2018년) - 천희 아빠 역
- 《식구》 (2018년) - 사장 역
- 《갓길로 달리는 코뿔소》 (2017년) - 이규연 역
- 《메리 크리스마스 미스터 모》 (2017년) - 모금산 역
- 《초행》 (2017년) - 지영아버지 역
- 《사월의 끝》 (2017년) - 부동산 사장 역
- 《군함도》 (2017년) - 안 역
- 《그 후》 (2017년)
- 《여교사》 (2017년) - 신병수 역
- 《봉이 김선달》 (2016년) - 여각주인 역
- 《히야》 (2016년) - 시아빠 역 (특별출연)
- 《지금은맞고그때는틀리다》 (2015년 9월 24일) - 김원호 역
- 《오피스》 (2015년 9월 3일) - 반장 역
- 《간신》 (2015년 5월 21일) - 백정김씨 역
- 《차이나타운》 (2015년 4월 29일) - 정장남 역 (특별출연)
- 《살인의뢰》 (2015년 3월 12일) - 최 계장 역
- 《순수의 시대》 (2015년 3월 5일) - 조준 역
- 《자유의 언덕》 (2014년 9월 4일) - 병주 역
- 《해무》 (2014년 8월 13일) - 선주 역
- 《끝까지 간다》 (2014년 5월 29일) - 김사장 역 (우정출연)
- 《신이 보낸 사람》 (2014년 2월 13일) - 보위부 간부 역 (특별출연)
- 《용의자》 (2013년 12월 24일) - 부검의 역
- 《소녀》 (2013년 11월 7일) - 영준 부 역 (특별출연)
- 《배우는 배우다》 (2013년 10월 24일) - 연극연출가 역 (특별출연)
- 《숨바꼭질》 (2013년 8월 14일) - 성수 부 역 (특별출연)
- 《콩가네》 (2013년 7월 11일) - 방송국국장 역 (특별출연)
- 《환상속의 그대》 (2013년 5월 16일) - 치료사 역
- 《몽타주》 (2013년 5월 16일) - 한박사 역
- 《노리개》 (2013년 4월 18일) - 현성봉 역
- 《누구의 딸도 아닌 해원》 (2013년 2월 28일) - 후원 역 (2013년)
- 《철가방 우수氏》 (2012년 11월 22일 개봉) - 왕 사장 역 (2012년)
- 《북촌방향》 (2011년 9월 8일 개봉) - 제작자 역 (2011년)
- 《나쁜놈이 더 잘잔다》 (2010년 6월 24일 개봉) - 포르노바이어 역 (우정출연) (2010년)
- 《하하하》 (2010년 5월 5일 개봉) - 통영 항토 역사관 관장 역 (2010년)
- 《채식주의자》 (2010년 2월 18일 개봉) - 지혜 부 역 (특별출연) (2010년)
- 《삼거리 무스탕 소년의 최후》 (2009년 7월 23일 개봉) - 성당신부님 역 (특별출연) (2009년)
- 《킹콩을 들다》 (2009년 7월 1일 개봉) - 백 감독 역 (우정출연) (2008년)
- 《로니를 찾아서》 (2009년 6월 4일 개봉) - 충식 역 (특별출연) (2009년)
- 《그 남자의 책 198쪽》 (2008년 10월 23일 개봉) - 흥수 역 (2008년)
- 《멋진 하루》 (2008년 9월 25일 개봉) - 사촌집 남자 역 (특별출연) (2008년)
- 《경축! 우리 사랑》 (2008년 4월 9일 개봉) - 하씨 역 (2008년)
- 《밤과 낮》 (2008년 2월 28일 개봉) - 장 선생 역 (2008년)
- 《마지막 선물》 (2008년 2월 5일 개봉) - 반장 역 (특별출연) (2008년)
- 《포도나무를 베어라》 (2007년 2월 22일 개봉) - 문 신부 역 (2007년)
- 《아주 특별한 손님》 (2006년 11월 30일 개봉) - 명은 아버지 역 (특별출연) (2006년)
- 《로망스》 (2006년 3월 16일 개봉) - 황 반장 역 (2006년)
- 《초승달과 밤배》 (2005년 8월 25일 개봉) - 삼촌 역 (2005년)
- 《주먹이 운다》 (2005년 4월 1일 개봉) - 상환 부친 역 (2005년)
- 《알포인트》 (2004년 8월 20일 개봉) - CID 대장 역 (2004년)
- 《령》 (2004년 6월 17일 개봉) - 형사 1 역 (2004년)
- 《클레멘타인》 (2004년 5월 21일 개봉) - 황종철 역 (2004년)
- 《풀리쉬 게임》 (2004년 5월 14일 개봉) - 김 소장 역 (특별출연) (2004년)
- 《라이어》 (2004년 4월 23일 개봉) - 형사반장 역 (2004년)
- 《어디선가 누군가에 무슨 일이 생기면 틀림없이 나타난다 홍반장》 (2004년 3월 12일) - 윤 회장 역 (2004년)
- 《목포는 항구다》 (2004년 2월 20일 개봉) - 조태범 역 (특별출연) (2004년)
- 《거울 속으로》 (2003년 8월 14일 개봉) - 전일성 역 (2003년)
- 《청풍명월》 (2003년 7월 16일 개봉) - 장무관 역 (2003년)
- 《튜브》 (2003년 6월 5일 개봉) - 중부서장 역 (2003년)
- 《와일드 카드》 (2003년 5월 16일 개봉) - 김 반장 역 (2003년)
- 《지구를 지켜라!》 (2003년 4월 4일 개봉) - 이 반장 역 (2003년)
- 《대한민국 헌법 제1조》 (2003년 3월 14일 개봉) - 변 총재 역 (특별출연) (2003년)
- 《강아지 죽는다》 (2003년 1월 17일 개봉) - 트럭운전사 역 (2003년)
- 《색즉시공》 (2002년 12월 13일 개봉) - 산부인과 의사 역 (우정출연) (2002년)
- 《유아독존》 (2002년 11월 7일 개봉) - 양근 역 (2002년)
- 《보스 상륙 작전》 (2002년 9월 6일 개봉) - 간부 검사 역 (2002년)
- 《우렁각시》 (2002년 8월 31일 개봉) - 용백 역 (2002년)
- 《복수는 나의 것》 (2002년 3월 29일 개봉) - 팽 기사 역 (2002년)
- 《공공의 적》 (2002년 1월 25일 개봉) - 송행기 역 (2002년)
- 《두사부일체》 (2001년 12월 14일 개봉) - 상춘만 역 (2001년)
- 《세이 예스》 (2001년 8월 18일 개봉) - 본부장 역 (2001년)
- 《소름》 (2001년 8월 4일 개봉) - 이 작가 역 (2001년)
- 《친구》 (2001년 3월 31일 개봉) - 콧수염 역 (2001년)
- 《번지 점프를 하다》 (2001년 2월 3일 개봉) - 학생 주임 역 (2001년)
- 《순애보》 (2000년 12월 9일 개봉) (2000년)
- 《공동경비구역 JSA》 (2000년 9월 9일 개봉) - 표 장군 역 (2000년)
- 《죽거나 혹은 나쁘거나》 (2000년 7월 15일 개봉) - (특별출연) (2000년)
- 《비천무》 (2000년 7월 1일 개봉) - 곽정 역 (2000년)
- 《킬리만자로》 (2000년 5월 20일 개봉) - 양복 역 (2000년)
- 《인정사정 볼 것 없다》 (1999년 7월 31일 개봉) - 강력반장 역 (1999년)
- 《북경반점》 (1999년 4월 24일 개봉) - 40대 사내 역 (1999년)
- 《조용한 가족》 (1998년 4월 25일 개봉) - 고독남 역 (1998년)
- 《나쁜 영화》 (1997년 8월 2일 개봉) - 연기자 행려 역 (1997년)
- 《아찌 아빠》 (1995년 9월 8일 개봉) (1995년)
- 《명자 아끼꼬 쏘냐》 (1992년 2월 1일 개봉)  (1992년)
- 《누가 용의 발톱을 보았는가》 (1991년 4월 5일 개봉)  (1991년)
- 《지금은 양지》 (1988년 10월 22일 개봉) - 친구 역 (1988년)
- 《인간시장 - 작은 악마 스물두살의 자서전》 (1983년 7월 9일 개봉)  (1983년)
- 《낮은 대로 임하소서》 (1982년 6월 26일 개봉) - 친구 1 역 (1982년)
- 《F학점의 천재들》 (1982년 2월 20일 개봉) - 이관두 (칸트) 역 (1982년)
- 《어둠의 자식들》 (1981년 8월 7일 개봉) - 현배 역 (1981년)

### 텔레비전 드라마
- 2003년 SBS 대기획 《올인》 ... 배상두 역
- 2003년 KBS2 단막극 《드라마시티 - 내가 결혼하려는 이유》 ... 학원장 역
- 2003년 MBC 수목미니시리즈 《좋은사람》 ... 박 형사 역
- 2004년 KBS1 대하드라마 《불멸의 이순신》 ... 윤환시 역
- 2005년 KBS2 단막극 《드라마시티 - 낙타씨의 행방불명》 ... 아버지 역
- 2005년 KBS2 HD 수목드라마 《부활》 ... 정상국 역
- 2005년 MBC 월화미니시리즈 《달콤한 스파이》 ... 유일 비서 역
- 2006년 SBS 월화드라마 《연애시대》 ... 이대훈 역
- 2007년 MBC 수목미니시리즈 《메리대구 공방전》 ... 황도철 역
- 2007년 SBS 대기획 《로비스트》 ... 박준길 역
- 2008년 SUPER ACTION 미니시리즈 《KPSI 1》 ... 박원오 팀장 역
- 2008년 MBC 특집청소년드라마 《나도 잘 모르지만》 ... 학생 주임 역
- 2008년 KBS2 단막극 《드라마시티 - 아버지의 이름으로》 ... 재현 부, 갑수 역
- 2008년 MBC 수목미니시리즈 《누구세요?》 ... 차철수 역
- 2008년 SUPER ACTION 미니시리즈 《KPSI 2》 ... 박원오 팀장 역
- 2008년 MBC 월화미니시리즈 《밤이면 밤마다》 ... 노정필 역
- 2009년 KBS2 HD 수목드라마 《파트너》 ... 지남필 역
- 2010년 SBS 아침연속극 《여자를 몰라》 ... 박 사장 역
- 2011년 MBC 수목미니시리즈 《넌 내게 반했어》 ... 대학교 총장 역 (특별출연)
- 2011년 KBS2 단막극 《KBS 드라마 스페셜 - 남자가 운다》
- 2011년 MBC 수목미니시리즈 《나도, 꽃!》 ... 파출소장 역
- 2012년 tvN 일일연속극 《유리 가면》 ... 신기태 역
- 2012년 KBS2 단막극 《KBS 드라마 스페셜 - 태권, 도를 아십니까》 ... 임 선생 역
- 2012년 KBS2 단막극 《KBS 드라마 스페셜 - 오월의 멜로》 ... 이기관사 역
- 2013년 SBS 월화드라마 《장옥정, 사랑에 살다》 ... 허적 역
- 2014년 KBS2 HD 수목드라마 《골든크로스》 ... 정규직 역
- 2014년 OCN 일요드라마 《리셋》 ... 최 부장 역
- 2015년 KBS2 단막극 《KBS 드라마 스페셜 - 가만히 있으라》 ... 김종섭 역
- 2015년 tvN 금요드라마 《초인시대》 ... 소장 기주봉 역
- 2015년 KBS2 금토드라마 《프로듀사》 ... 박춘봉 역
- 2016년 MBC 미니시리즈 《운빨로맨스》 ... 제물포 역

### 연극
- 2010년 《사나이 와타나베... 완전히 삐지다》 ... 와타나베 역

## 연기 외 활동

### 라디오 프로그램
- 2015년 EBS FM 《EBS 책 읽는 라디오 낭독 시리즈》

### CF
- 2014년 동서식품 핫초코 미떼

## 수상
- 2018년 제5회 들꽃영화상 남우주연상 《메리 크리스마스 미스터 모》
- 2018년 제71회 로카르노 국제 영화제 남우주연상 《강변호텔》
- 2018년 제56회 히혼국제영화제 남자배우상 《강변호텔》
- 2018년 제26회 대한민국문화연예대상 영화부문 최우수조연상 《공작》
- 2019년 제28회 부일영화상 남우주연상 《강변호텔》
- 2019년 제20회 부산영화평론가협회상 남자연기자상 《강변호텔》